# England and Wales Cricket Board
L'England and Wales Cricket Board (ECB, più raramente ed impropriamente EWCB) è la federazione nazionale di cricket che governa il gioco in Inghilterra e Galles. La sede e gli uffici della federazione si trovano all'interno del Lord's Cricket Ground a Londra.

## Storia
La federazione fu istituita il 1º gennaio 1997 per fusione delle tre diverse organizzazioni preesistenti, ovvero il Test and County Cricket Board, la National Cricket Association e la Cricket Council. L'anno seguente assorbì al suo interno anche la Women's Cricket Association assumendo quindi la direzione del cricket femminile.

## Competizioni organizzate
- County Championship
- Royal London One-Day Cup
- NatWest t20 Blast